# Showmaster
Der Begriff Showmaster (Scheinanglizismus aus englisch show ‚Show‘ und master ‚Meister‘) steht für den Conférencier einer Fernsehshow. Der Begriff leitet sich wohl vom Quizmaster ab. In der englischen Sprache findet der Begriff keine Verwendung; gebräuchlich sind stattdessen Host oder MC (für Master of Ceremony) (AE) und Presenter oder Compère (BE). Eine Ableitung ist der Scheinanglizismus Talkmaster (Moderator einer Talkshow).
Rudi Carrell lieferte 1975 in der Sendung Am laufenden Band mit dem Lied Showmaster ist mein Beruf die Vorlage für die gleichnamige 2021 im ZDF Magazin Royale erschienene Parodie von Jan Böhmermann.

„Die Zuschauer mäkeln, wenn die Krawatte, und die Kritiker, wenn die Pointe nicht sitzt. Und überhaupt: Showmaster zu sein, ist für einen gelernten Schauspieler keine Beschäftigung.“

## Auswahl deutschsprachiger Showmaster
| - Peter Alexander (1926–2011) - Hugo Egon Balder (* 1950) - Alfred Biolek (1934–2021) - Lou van Burg (1917–1986) - Rudi Carrell (1934–2006) - Frank Elstner (* 1942) - Anke Engelke (* 1965) - Kurt Felix (1941–2012) - Peter Frankenfeld (1913–1979) - Joachim Fuchsberger (1927–2014) - Thomas Gottschalk (* 1950) - Helga Hahnemann (1937–1991) - Dieter Thomas Heck (1937–2018) - Harald Juhnke (1929–2005) - Lonny Kellner (1930–2003) | - Hans-Joachim Kulenkampff (1921–1998) - Jürgen von der Lippe (* 1948) - Wolfgang Lippert (* 1952) - Linda de Mol (* 1964) - Heinz Quermann (1921–2003) - Ilja Richter (* 1952) - Hans Rosenthal (1925–1987) - Heinz Schenk (1924–2014) - Dietmar Schönherr (1926–2014) - Karsten Speck (* 1960) - Wim Thoelke (1927–1995) - Bernard Thurnheer (* 1949) - Vico Torriani (1920–1998) - Caterina Valente (1931–2024) |